# Cordonazo
Mit Cordonazo (auch englisch Lash of St. Francis ‚Peitsche des St. Franziskus‘) werden mit tropischen Wirbelstürmen im südöstlichen Nord-Pazifik zusammenhängende Hurrikan-Winde an der mexikanischen Westküste bezeichnet. Diese können von Mai bis November auftreten, entstehen aber gehäuft um den 4. Oktober, dem Namenstag des heiligen Franziskus.
Der Name Cordonazo leitet sich vom spanischen Substantiv Cordon ‚Seil‘ ab. Die Endung -azo ist eine Verstärkung, der Name bedeutet also ‚langes Seil‘ und beschreibt die Wolkenformation, die wie ein im Kreis gewirbeltes Seil aussieht.